# Pedrosas
Pedrosas é uma localidade da Vila de Sátão que fica ao lado das aldeias do Pereiro , Pedrosinhas, Lameira e Mata pertencente à freguesia de Sátão e Distrito de Viseu. Possui cerca de 510 habitantes sendo uma das maiores localidades de Sátão.
Possui infraestruturas industriais principalmente fábricas de mobiliário, construção civil e fábricas de balaustres, proporcionando emprego a habitantes de Pedrosas e também de outras localidades da vila de Sátão.
Uma das maiores indústrias portuguesas de cerâmicas, a CERUTIL empresa do grupo Visabeira, encontra-se a menos de 1 km de Pedrosas e emprega mais de 300 pessoas muitas delas de Pedrosas.
A CERUTIL por intermédio do grupo Visabeira comprou recentemente a VISTA ALEGRE e a BORDALO PINHEIRO duas das maiores empresas de cerâmica e vidro de Portugal.
Possui a mais prestigiada quinta para cerimónias (casamentos) de Sátão, a Quinta do Soito, recebendo e servindo milhares de pessoas por ano.
É uma das localidades mais dinâmicas de Sátão recebendo nos seus locais de convívio e cafés diariamente pessoas de localidades vizinhas que vêm usufruir dos excelentes cafés que se encontram em Pedrosas.

## Cultura
A ACREDIPE (Associação Cultural e Recreativa de Defesa dos Interesses de Pedrosas) é responsável por inúmeras actividades de desporto e recreação sendo a principal o desfile de Carnaval que tem uma afluência de milhares de espectadores.
Este desfile que tem início no centro de Pedrosas e percorre algumas localidades da freguesia de Sátão, tem o ponto alto quando passa pela Câmara Municipal de Sátão onde reúne o maior número de espectadores.
Calcula-se que por ano este desfile tenha uma afluência de cerca de 25 000 espectadores em todo o seu percurso.

## Geografia
Pedrosas está geograficamente muito bem localizada. Está a 15 km de uma grande cidade (Viseu) e a 3,5 km do centro de Sátão que possui inúmeros serviços públicos como a saúde, e comércio.
Está a 16 km da A25, principal via de comunicação de Portugal.
É atravessada pela N229 que liga Pedrosas a Sátão e a Viseu. Esta estrada tem uma média diária de transito de 10 000 automóveis. É uma via muito congestionada ficando por vezes "engarrafada" em horas de ponta. Está prevista a reabilitação da mesma para o ano de 2009 e nos próximos 2 anos o início da construção de uma nova estrada (tipo Auto-Estrada) que irá ligar Pedrosas a Viseu numa extensão de 15 km.
Pedrosas está localizada no planalto beirão, uma zona de relevo não montanhosa a 540 m de altitude numa pequena encosta  estendendo-se para a zona baixa e plana numa diferença de 50m de altitude.
Do alto de Santo Saturnino (ponto mais alto) é possível por vezes avistar a serra da estrela e até a torre.
A noite é possível avistar as torres Eólicas do Caramulo.

## Clima
Pedrosas apresenta um clima moderado. No ano de 2008 a temperatura mínima em média foi de 12°C e a máxima foi de 30°C. A temperatura máxima registada em 2008 foi 41,5°C e a mínima -3°C.